# SV Tuna
SV Tuna is een Surinaamse voetbalclub uit Paramaribo.

## Geschiedenis
SV Tuna werd opgericht op 1 november 1950. De thuiswedstrijden worden gespeeld op het Sportcentrum Plein van 12 mei; het  hoofdkantoor is gevestigd aan de Sophiastraat.
De club speelde van de jaren 1950 tot 1980 in de Hoofdklasse, het hoogste niveau in het voetbal van Suriname. De club bracht talenten voort als Armand Sahadewsing, Puck Eliazer, Edwin Schal, Errol Emanuelson en Andy Atmodimedjo.
In de jaren 1980 en 1990 tachtig kreeg de club tegenslagen te verwerken en degradeerde uiteindelijk in 1992 naar de Eerste Klasse. Later ging de club door op het derde niveau van de Surinaamse divisie, het Lidbondentoernooi.